# Regina Elphinstone-Centre (circonscription saskatchewanaise)
Pour les articles homonymes, voir Regina (homonymie) et Elphinstone.
Circonscription électorale provinciale du Canada
Regina Elphinstone-Centre est une circonscription électorale provinciale de la Saskatchewan au Canada. Elle est représentée à l'Assemblée législative de la Saskatchewan depuis 2003.

## Géographie
La circonscription consiste au centre de la ville de Regina.

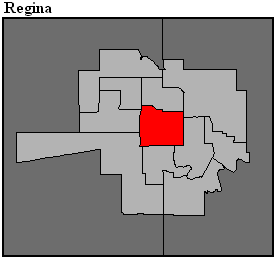
Frontière de la circonscription en 2016.
Frontière de la circonscription en 2022.

## Liste des députés
| Parlement                                   | Années                                      | Député                                      | Député                                      | Parti                                       |
| Regina Elphinstone-Centre                   | Regina Elphinstone-Centre                   | Regina Elphinstone-Centre                   | Regina Elphinstone-Centre                   | Regina Elphinstone-Centre                   |
| Circonscription issue de Regina Elphinstone | Circonscription issue de Regina Elphinstone | Circonscription issue de Regina Elphinstone | Circonscription issue de Regina Elphinstone | Circonscription issue de Regina Elphinstone |
| ------------------------------------------- | ------------------------------------------- | ------------------------------------------- | ------------------------------------------- | ------------------------------------------- |
| 25e                                         | 2003–2007                                   |                                             | Warren McCall                               | Néo-démocrate                               |
| 26e                                         | 2007–2011                                   |                                             | Warren McCall                               | Néo-démocrate                               |
| 27e                                         | 2011–2016                                   |                                             | Warren McCall                               | Néo-démocrate                               |
| 28e                                         | 2016–2020                                   |                                             | Warren McCall                               | Néo-démocrate                               |
| 29e                                         | 2020-2024                                   |                                             | Meara Conway                                | Néo-démocrate                               |
| 30e                                         | 2024–en cours                               |                                             | Meara Conway                                | Néo-démocrate                               |